# Florence B. Seibert
Florence B. Seibert (Easton, 6 ottobre 1897 – St. Petersburg, 23 agosto 1991) è stata una biochimica e scienziata statunitense,
nota per avere isolato una forma pura di tubercolina, utilizzata nel test standard della tubercolosi. È stata eletta nella U.S. National Women's Hall of Fame.

## Primi anni di vita ed educazione
Nata a Easton, Pennsylvania, si narra che nell'adolescenza Florence Barbara Seibert leggesse le biografie di scienziati famosi e che questo abbia generato il suo interesse per la scienza. A tre anni contrasse la poliomielite che la rese claudicante, anche se questa sua disabilità non interferì con la sua vita e il suo lavoro.
La Seibert ottenne il diploma di laurea di primo grado al Goucher College di Baltimora (Maryland) e conseguì il dottorato in biochimica presso la Yale University. A Yale studiò l'iniezione endovenosa di proteine del latte sotto la direzione di Lafayette Mendel e sviluppò un metodo per evitare che queste proteine fossero contaminate da batteri.

## Successi professionali e onorificenze
Nel 1923 la Seibert, dopo aver conseguito il dottorato di ricerca lavorò presso l'Università di Chicago. Fu finanziata con una borsa di studio Porter della American Philosophical Society, una sovvenzione disponibile per gli uomini e le donne.
La Seibert insegnò patologia dal 1924 al 1928 presso l'Università di Chicago e fu assunta come assistente alla cattedra di biochimica nel 1928. Presso l'Università di Chicago sviluppò un metodo per purificare un derivato cristallino della tubercolina sotto la supervisione di Esmond R. Long.
Questo derivato proteico purificato (Purified Protein Derivative, PPD) fu usato nel test standard della tubercolosi. Il derivato della tubercolina usato in precedenza dagli anni 1890, tubercolina di Koch, aveva prodotto falsi risultati negativi nei test della tubercolosi a causa di impurezze presenti nella sostanza.
Nel 1932, divenne professore assistente in biochimica presso l'Università della Pennsylvania all'Henry Phipps Institute e poi professore ordinario e professore emerito nel 1959, quando si ritirò. Continuò a occuparsi come volontaria per molti anni nella ricerca sul cancro presso il Cancer Research Laboratory di St. Petersburg in Florida. Morì nel ricovero per anziani Palm Springs Nursing Home di St. Petersburg a 93 anni.
La Siebert ricevette il Guggenheim Fellowship nel 1937.
Usò il premio per recasi in Svezia all'Università di Uppsala per migliorare le sue conoscenze sull'isolamento delle molecole proteiche della tubercolosi e potere così sviluppare il test cutaneo della malattia.

Ricevette anche la Trudeau Medal dalla National Tuberculosis Association nel 1938, la Francis P. Garvan Medal dalla American Chemical Society nel 1942,
e la nomina al National Women's Hall of Fame nel 1990.